# LUPIN THE IIIRD 銭形と2人のルパン
『LUPIN THE IIIRD 銭形と2人のルパン』は、2025年6月20日にPrime Videoほかで一斉配信、WOWOWで2025年6月22日に放送されたアニメ作品。キャッチコピーは、「盗まれたのはお前自身か…」。

## 概要
2025年公開のアニメ映画『LUPIN THE IIIRD THE MOVIE 不死身の血族』の前日譚となる。銭形警部をメインキャラクターとし、ルパン三世を追う中で浮上した“もう一人のルパン”と対峙する。
銭形とルパンのバディアクションアニメ作品。
偽ルパンを演じる堀内賢雄は、「自身の代表キャラになると思う」と語っている。

## ストーリー
極寒の地・ロビエト連邦の空港で爆破テロが起き、市民からも甚大な被害が出た。自身も巻き込まれた銭形警部は、現場から逃げ去るルパン三世を見かけ、爆破テロに怒りを滲ませる。そしてロビエトの国家保安委員会も容疑者であるルパン三世を「アルカ合衆国のスパイの可能性がある国家の敵」とみなし殺害命令を下す。しかしその頃当のルパン三世は相棒の次元大介とともにロビエト連邦首都ヴォロクアに向かうため、鉄道に乗り込むところであった。銭形はルパン三世を追い詰めるが、ルパンは事件への関与を否定して銭形の前から姿を消し、ルパンがもう一人いる存在が浮かび上がってきた。そして、国家保安委員会は銭形に「これ以上手を出すな」と警告する。
国家保安委員会は捜索の手を緩めず様々な手を駆使してルパンと次元を追い詰めていく。そして、二人と警告を無視した銭形はとうとう国家保安委員会に捕まってしまう。そこに保安委員会に変装した偽物のルパンが現れ、保安委員の一人に爆弾チョッキを着せて自分を含めたその場にいる全員を巻き込む形で爆破する。
爆破によって変装マスクが焼け落ち素顔があらわになった偽ルパンは、顔も姿も本物そっくりであった。冷徹な偽ルパンはルパン三世に「なぜ盗むのか?」と問いかける。

## キャスト
- 銭形警部 - 山寺宏一[3]
- ルパン三世 - 栗田貫一[3]
- 偽ルパン - 堀内賢雄[3]
- 次元大介 - 大塚明夫[3]
- 石川五ェ門 - 浪川大輔[3]
- 峰不二子 - 沢城みゆき[3]
- ブレーリン -  壤晴彦
- カラシコフ - 北西純子
- イワノフ - 山野井仁
- オーラン - 綱島郷太郎
- サクソン大統領 - 菊池通武
- 少女オルガ - ふじたまみ

## 配信
2025年6月20日から各配信サービスで配信された。
- Prime Video
- iTunes
- アニメ放題
- FOD
- カンテレドーガ
- Google Play
- J:COM STREAM （レンタル）
- SPOOX powered by Lemino
- dアニメストア
  - dアニメストア
  - dアニメストア ニコニコ支店
  - dアニメストア for Prime Video
- DMM TV
- TELASA（レンタル）
- バンダイチャンネル
- ビデオマーケット
- Hulu
- music.jp（動画コーナー）
- milplus（レンタル）
- U-NEXT
- Lemino
- WOWOWオンデマンド